# Omaans Rijk
Het Omaanse Rijk was een maritiem imperium dat concurreerde met Portugal en Groot-Brittannië om invloed in de Perzische Golf en de Indische Oceaan. Op zijn hoogtepunt in de 19e eeuw strekte de invloed of controle van het Omaanse Rijk zich uit over de Straat van Hormuz tot in het hedendaagse Iran en Pakistan, en zo ver zuidelijk als Kaap Delgado.
Het Omaanse Rijk veroverde in 1696 onder de heerschappij van Saif bin Sultan bijna de gehele Oost-Afrikaanse Swahilikust. In 1783 breidde zijn macht zich uit tot aan het huidige Pakistan in het oosten. Oman bleef gedurende deze periode de Portugese koloniën in India aanvallen. Oman heeft ook Perzië aangevallen en is erin geslaagd verschillende gebieden te veroveren. De veroveringen van Oman veroorzaakten een grootschalige migratie van Oman naar Zanzibar.
Na de dood van Said ibn Sultan in 1856 werd het rijk opgesplitst in twee sultanaten: een deel in Afrika (het Sultanaat Zanzibar) geregeerd door Majid bin Said en het Aziatische deel (Sultanaat Muscat en Oman) geregeerd door Thuwaini bin Said.